# Ajain
 Ajain  (en occitano Ajain) es una localidad y comuna de Francia, en la región de Lemosín, departamento de Creuse, en el distrito de Guéret y cantón de Guéret-Nord.
Está integrada en la Communauté de communes de Guéret-Saint-Vaury.

## Demografía[3]
| 1 572 | 1 433 | 1 394 | 1 446 | 1 815 | 1 835 | 2 156 | 2 156 | 2 070 | 2 012 | 2 027 | 1 937 | 1 974 | 1 881 | 1 910 | 1 972 | 1 937 | 1 979 | 1 790 | 1 537 | 1 395 | 1 325 | 1 328 | 1 229 | 1 131 | 1 161 | 1 128 | 1 082 | 887 | 932 | 982 | 1 034 | 1 099 |
| Para los censos de 1962 a 1999 la población legal corresponde a la población sin duplicidades (Fuente: INSEE [Consultar]) |       |       |       |       |       |       |       |       |       |       |       |       |       |       |       |       |       |       |       |       |       |       |       |       |       |       |       |     |     |     |       |       |

## Lugares de interés y monumentos
- La iglesia de la Asunción de la Virgen; clasificada classée monumento histórico de Francia en 1930.[8]

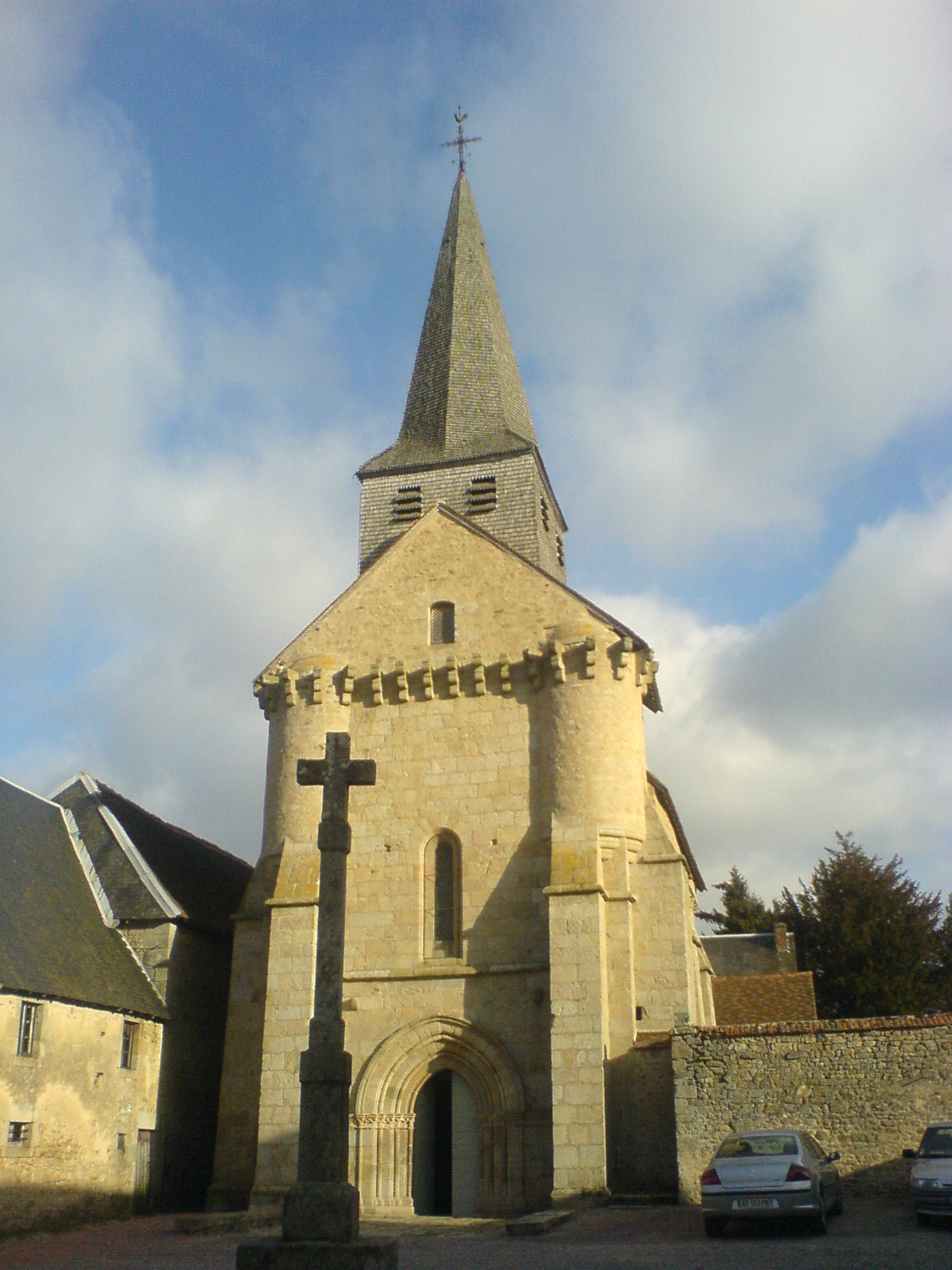

- 46°12′31.60″N 1°59′56.20″E / 46.2087778, 1.9989444